# Bent Haakonsen
Bent Haakonsen (* 10. Januar 1936 in Maribo) ist ein dänischer Diplomat.

## Leben
Haakonsen trat in den diplomatischen Dienst Dänemarks ein und diente von 1964 bis 1967 zunächst in Bonn. Von 1972 bis 1974 war er in der dänischen Vertretung bei der Europäischen Wirtschaftsgemeinschaft in Brüssel tätig. 1978 wurde er dänischer Botschafter in der Tschechoslowakei. Dieses Amt hatte er bis 1979 inne. Von 1980 bis 1981 hatte er die Leitung der dänischen Delegation bei der Konferenz über Sicherheit und Zusammenarbeit in Europa in Madrid inne. 1983 bis 1991 war er als Untersekretär tätig. Von 1991 bis 1995 vertrat er Dänemark bei den Vereinten Nationen. Es schloss sich dann von 1995 bis 2001 das Amt als dänischer Botschafter in Deutschland an. Ab 2001 war er bis 2004 Botschafter in Stockholm in Schweden.